# Кеносис
Кеносис (от гръцки κένωσις, изпразване) е богословско понятие, означаващо снизхождение на Бога към хората, самоограничение, самоумаление на Бог. Произлиза от думите на апостол Павел в Послание до филипяни: "Иисус Христос,... бидейки в образ Божий, не счете за похищение да бъде равен Богу; но понизи Себе Си, като прие образ на раб и се уподоби на човеци; и по вид се оказа като човек, смири Себе Си, бидейки послушен дори до смърт, и то смърт кръстна." (2:5-8) Така, Синът Божий, второто лице на Светата Троица, слязъл на света, приел мъчения и смърт заради любовта си към хората.